# 10e cérémonie des Visual Effects Society Awards
 (juillet 2020).
Si vous disposez d'ouvrages ou d'articles de référence ou si vous connaissez des sites web de qualité traitant du thème abordé ici, merci de compléter l'article en donnant les références utiles à sa vérifiabilité et en les liant à la section « Notes et références ».
La 10e cérémonie des Visual Effects Society Awards (VES Awards), organisée par la Visual Effects Society, a eu lieu le 7 février 2012 et à récompenser les meilleurs effets visuels de l'année 2011

## Palmarès

### Meilleurs effets visuels dans un film enprise de vues réelles
- La Planète des singes : Les Origines (Rise of the Planet of the Apes) – Dan Lemmon, Joe Letteri, Cyndi Ochs et Kurt Williams
  - Captain America : First Avenger
  - District 9 – Stefanie Boose, Dan Kaufman, Peter Muyzers et James Stewart
  - Harry Potter et les reliques de la mort : Partie 2
  - Pirates des Caraïbes : La Fontaine de Jouvence (Pirates of the Caribbean: On Stranger Tides) – Gary Brozenich, David Conley, Charles Gibson et Ben Snow
  - Transformers 3 : La Face cachée de la Lune

### Meilleur effets visuels secondaire dans un film enprise de vues réelles
- Hugo Cabret
  - Anonymous
  - Sherlock Holmes : Jeu d'ombres
  - Source Code
  - Cheval de guerre

### Meilleurs effets visuels dans un long métrage d'animation
- Rango
  - Les Aventures de Tintin : Le Secret de La Licorne (The Adventures of Tintin : The Secret of the Unicorn) – Jamie Beard, Joe Letteri, Meredith Meyer-Nichols et Eileen Moran
  - Le chat potté
  - Kung Fu Panda 2
  - Mission : Noël

### Meilleur personnage animé dans un film enprise de vues réelles
- César dans La Planète des singes : Les Origines (Rise of the Planet of the Apes) – Daniel Barrett, Florian Fernandez, Matthew Muntean et Eric Reynolds
  - Paul dans Paul
  - Edvard/Adam dans The Thing
  - Le dragon de Gringotts dans Harry Potter et les reliques de la mort : Partie 2

### Meilleur personnage animé dans un long métrage d'animation
- Rango (pour Rango)
  - Les Aventures de Tintin : Le Secret de La Licorne (The Adventures of Tintin : The Secret of the Unicorn) – Gino Acevedo, Gustav Ahren, Jamie Beard et Simon Clutterbuck (pour Tintin)
  - Le Chat potté (pour Potté)
  - Rio (pour Nigel)

### Meilleur modèle et maquette dans un film
- Transformers 3 : La Face cachée de la Lune pour Driller
  - Harry Potter et les reliques de la mort : Partie 2 pour Poudlard
  - Hugo Cabret pour le crash du train
  - Mission impossible : Protocole Fantôme (Mission: Impossible – Ghost Protocol) – John Goodson, Russell Paul, Kristian Pedlow, Victor Schutz pour la séquence du parking du garage

### Meilleur environnement fictif dans un film enprise de vues réelles
- Transformers 3 : La Face cachée de la Lune pour le 155 North Wacker
  - Anonymous pour Londres
  - Harry Potter et les reliques de la mort : Partie 2 pour Poudlard
  - Thor pour l'Observatoire d'Heimdall

### Meilleur environnement fictif dans un film d'animation
- Rango pour la route principale de Poussière
  - Les Aventures de Tintin : Le Secret de La Licorne (The Adventures of Tintin : The Secret of the Unicorn) – Hamish Beachman, Adam King, Wayne Stables et Mark Tait (pour Bagghar)
  - Les Aventures de Tintin : Le Secret de La Licorne (The Adventures of Tintin : The Secret of the Unicorn) – Matt Aitken, Jeff Capogreco, Jason Lazaroff et Alessandro Mozzato (pour les quais)
  - Les Aventures de Tintin : Le Secret de La Licorne (The Adventures of Tintin : The Secret of the Unicorn) – Phil Barrenger, Keith Miller, Alessandro Saponi et Christoph Sprenger (pour la bataille des Pirates)
  - Le Chat potté (pour le monde de nuages)

### Meilleurcompositingdans un long métrage
- District 9 – Janeen Elliott, Simon Hughes, Hamish Schumacher et Shervin Shoghian
  - La Planète des singes : Les Origines (Rise of the Planet of the Apes) – Jean-Luc Azzis, Quentin Hema, Simon Jung et Christoph Salzmann
  - Transformers 3 : La Face cachée de la Lune (Transformers: Dark of the Moon) – Christopher Balog, Ben O'Brien, Amy Shepard et Jeff Sutherland

### Meilleure photographie virtuelle dans un film enprise de vues réelles
- Hugo Cabret – Martin Chamney, Robert Legato, Adam Watkins et Fabio Zangla
  - La Planète des singes : Les Origines (Rise of the Planet of the Apes) – Thelvin Cabezas, Mike Perry, R. Christopher White et Erik Winquist
  - Thor – Xavier Allard, Pierre Buffin, Nicolas Chevallier
  - Transformers 3 : La Face cachée de la Lune (Transformers: Dark of the Moon) – Michael Balog, Richard Bluff, Shawn Kelly et Jeff White

### Meilleure photographie virtuelle dans un long métrage d'animation
- Rango
  - Les Aventures de Tintin : Le Secret de La Licorne (The Adventures of Tintin : The Secret of the Unicorn) – Matt Aitken, Matthias Menz, Keith Miller et Wayne Stables
  - Cars 2
  - Mission : Noël

### Meilleurs effets visuels dans un programme TV
- Terra Nova
  - The bomber
  - Falling Skies
  - Fringe
  - Planète Dinosaure

### Meilleurs effets visuels secondaire dans un programme TV
- Game of Thrones pour l'épisode "L'hiver vient"
  - Boardwalk Empire pour l'épisode "Les Pêches de Géorgie"
  - Bones pour l'épisode "Chasseurs de tornades"
  - Breaking Bad pour l'épisode "Mat"
  - Pan Am pour l'épisode pilote

### Meilleurs effets visuels dans une mini-série, un téléfilm ou un épisode spécial
- Inside the Human Body
  - Finding Life Beyond Earth
  - Gettysburg
  - Prep & Landing: Naughty vs. Nice

### Meilleurs effets visuels dans une publicité enprise de vues réelles
- Dior pour "J'adore"
  - John Jameson & Son pour "Fire"
  - Johnnie Walker pour "Rock Giant"
  - Kia pour "Share some soul"
  - Volkswagen pour "Hedgehog"

### Meilleurs effets visuels dans une publicité animé ou une bande-annonce de jeu vidéo
- Diablo III pour "The Black Soulstone"
  - Audi pour "Hummingbird"
  - Coca-Cola pour "Siege"
  - Prey 2
  - Sony pour "2 Worlds"

### Meilleur personnage animé dans un programme TV ou une publicité
- Canal+ pour l'Ours
  - Audi pour le Colibri
  - Carl's Jr. pour le robot
  - Game of Thrones pour l'épisode "Du feu et du sang"

### Meilleur environnement fictif dans un programme TV ou une publicité
- Game of Thrones pour le mur de glace
  - Audi pour "Hummingbird"
  - Boardwalk Empire pour l'épisode "Deux bateaux et un maître nageur"
  - Pan Am pour le terminal d'aéroport
  - Terra Nova pour Terra Nova

### Meilleurs modèles dans un programme TV ou une publicité
- Boardwalk Empire pour l'épisode "Les Pêches de Géorgie"
  - Arrowhead pour "Nature's Fix"
  - Falling Skies pour la base
  - Once upon a time pour le château de neige

### Meilleure photographie virtuelle dans une publicité ou un programme TV
- Gears of War 3 pour "Dust to Dust"
  - Ghost Recon pour "Camo Up"
  - Hot Wheels
  - Once upon a time pour la cour de Cendrillon

### Meilleurs effets visuels dans un projet physique spécial
- Transformers: The Ride
  - Amazin
  - Humbugged! Rockettes to the Rescue
  - Star Tours : L'Aventure continue
  - Typhoon 360

### Meilleurs effets visuels dans un projet étudiant
- a.maize
  - Aquatic Bloom
  - Detective Detective
  - Hai Hase
  - Renne the movie
  - We Miss You

## Spécials

### Lifetime Achievement Award
- Stan Lee

### VES Visionary Award
- Douglas Trumbull